# アクションクイズ!迷路に挑戦
『アクションクイズ!迷路に挑戦』（アクションクイズ めいろにちょうせん）は、1976年4月1日から同年6月17日まで東京12チャンネル（現・テレビ東京）で放送されていたクイズ番組である。放送時間は毎週木曜 20:00 - 20:54 （日本標準時）。

## 概要
土居まさるが司会を務めていた視聴者参加型番組で、毎回4組の男女ペアが出場。彼らが3つのアクションクイズに挑戦し、成績の良かったペア上位2組がコンピュータの編み出す迷路に挑んでいた。優勝賞品は海外旅行。
番組は3か月で同タイトルでの放送を終了。替わって月曜19:00枠で、同じく土居が司会を務めるリニューアル版『迷路でデート!』がスタートした。